# جان فيسلي
جان فيسلي (بالتشيكية: Jan Veselý)‏ مواليد 24 أبريل 1990 في أوسترافا، تشيكوسلوفاكيا، هو لاعب كرة سلة محترف تشيكي بدأ مسيرته الاحترافية في سنة 2007 حيث تم اختياره من قبل فريق واشنطن ويزاردز خلال الدرافت، ويحمل الرقم 24. يبلغ طوله 6 قدم 11 بوصة (2.1 م).

## فرق لعب لها
- واشنطن ويزاردز
- دنفر ناغتس
- فنربخشة لكرة السلة

## إحصائيات المسيرة

### الرابطة الوطنية لكرة السلة

#### الموسم الاعتيادي
| السنة   | الفريق         | لعب | بدأ | دقيقة | ميداني% | ثلاثية | حرة  | ارتداد | صنع | استلاب | تصدي | نقطة |
| ------- | -------------- | --- | --- | ----- | ------- | ------ | ---- | ------ | --- | ------ | ---- | ---- |
| 2011–12 | واشنطن ويزاردز | 57  | 20  | 18.9  | .537    | .000   | .532 | 4.4    | .8  | .7     | .6   | 4.7  |
| 2012–13 | واشنطن ويزاردز | 51  | 4   | 11.8  | .500    | .000   | .308 | 2.4    | .5  | .3     | .3   | 2.5  |
| 2013–14 | واشنطن ويزاردز | 33  | 1   | 14.2  | .522    | .000   | .267 | 3.4    | .3  | .6     | .8   | 3.2  |
| 2013–14 | دنفر ناغتس     | 21  | 0   | 14.6  | .506    | .000   | .423 | 3.7    | .5  | 1.3    | .8   | 4.4  |
| المسيرة |                | 162 | 25  | 15.2  | .521    | .000   | .408 | 3.5    | .6  | .7     | .5   | 3.6  |

## روابط خارجية
- جان فيسلي على موقع الاتحاد الدولي لكرة السلة (الإنجليزية)
- جان فيسلي على موقع الدوري الأوروبي لكرة السلة (الإنجليزية)
- جان فيسلي على موقع إن بي أي (الإنجليزية)
- جان فيسلي على موقع سبورتس رفرنس (الإنجليزية)
- جان فيسلي على موقع الدوري الإسباني لكرة السلة (الإسبانية)
- جان فيسلي على موقع كرة السلة الأوروبية.كوم (الإنجليزية)
- جان فيسلي على موقع DraftExpress.com (الإنجليزية)
- جان فيسلي على موقع ريلجم (الإنجليزية)
- جان فيسلي على موقع بروبوليرز (الإنجليزية)
- جان فيسلي على موقع سبورتس رفرنس (الإنجليزية)